# Студио 60
„Студио 60“ (на английски: Studio 60 on the Sunset Strip) е американски сериал, комедийна драма, по идея на Арън Соркин.

## „Студио 60“ в България
В България сериалът започва излъчване на 19 май 2008 г. по Нова телевизия с разписание всеки делник ден от 20:00. На 28 май е временно спрян. От 21 юли започват повторения на вече излъчената част епизоди, по програма всеки делник от 23:45, а след тях започва и втората неизлъчвана част. Последният епизод е излъчен на 19 август. Ролите се озвучават от артистите Таня Димитрова, Силвия Русинова, Николай Николов, Борис Чернев и Георги Георгиев-Гого.